# Кокошник (архитектура)

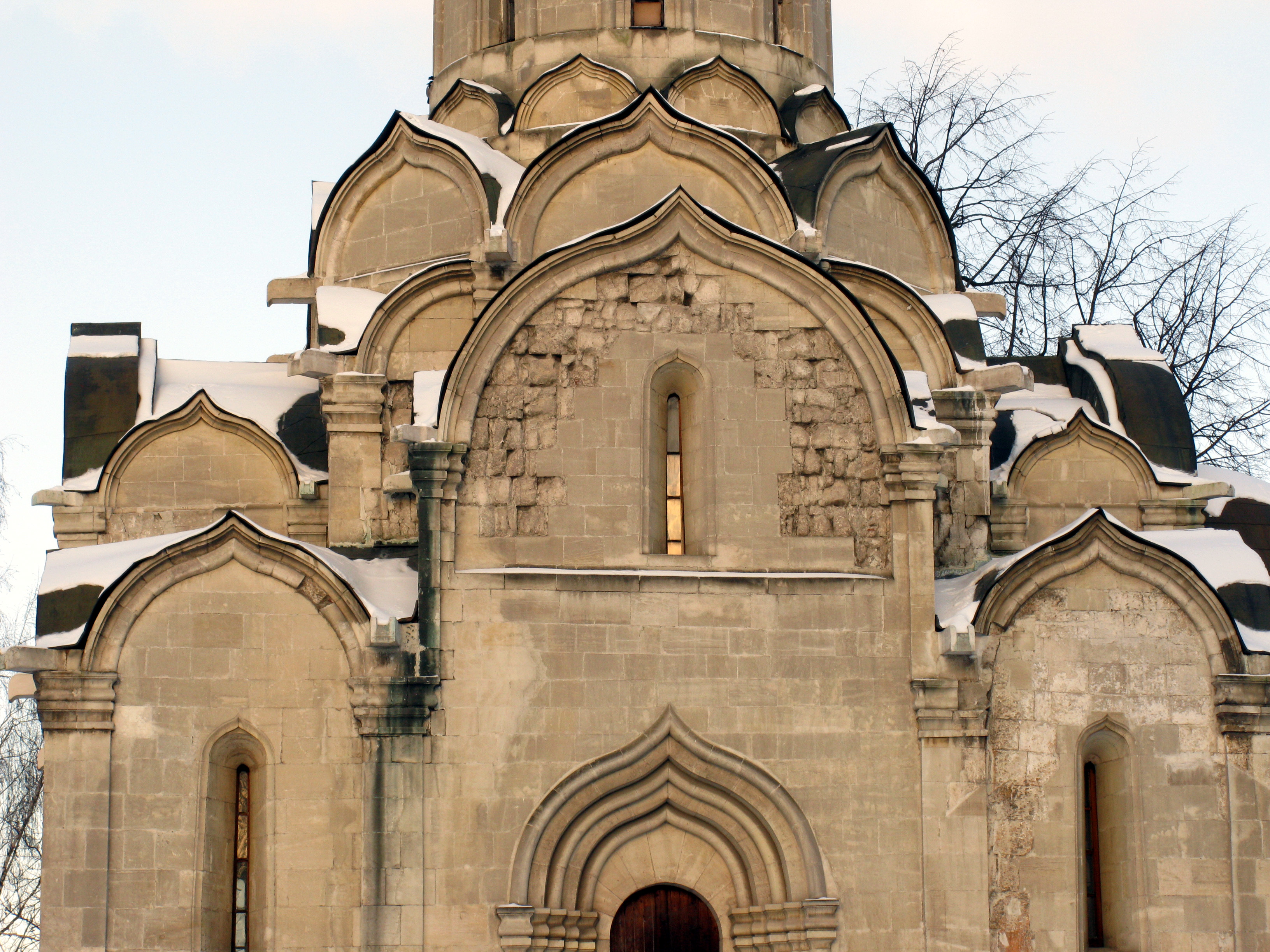
Спасский собор Андроникова монастыря: типичное для московского стиля сочетание закомар и кокошников

Коко́шник (в архитектуре) — полукруглый или килевидный наружный декоративный элемент в виде ложной закомары. Этимологически термин связан с названием традиционного русского женского головного убора кокошник.
Кокошники получили широкое распространение в русской церковной архитектуре XVI и, особенно, XVII века. В отличие от закомар, имеют исключительно декоративное значение (не отвечают формам сводов). Располагаются на стенах, у оснований шатров и барабанов глав, венчают оконные наличники, уменьшающимися кверху ярусами (один над другим или «вперебежку») покрывают своды.

## Примеры

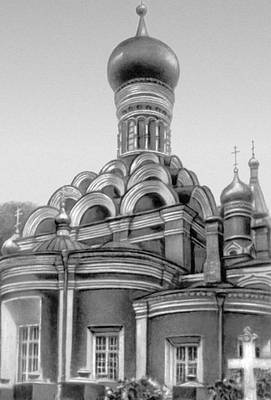
Малый собор Донского монастыря (Москва) — три яруса крупных полукруглых кокошников один над другим украшают своды.
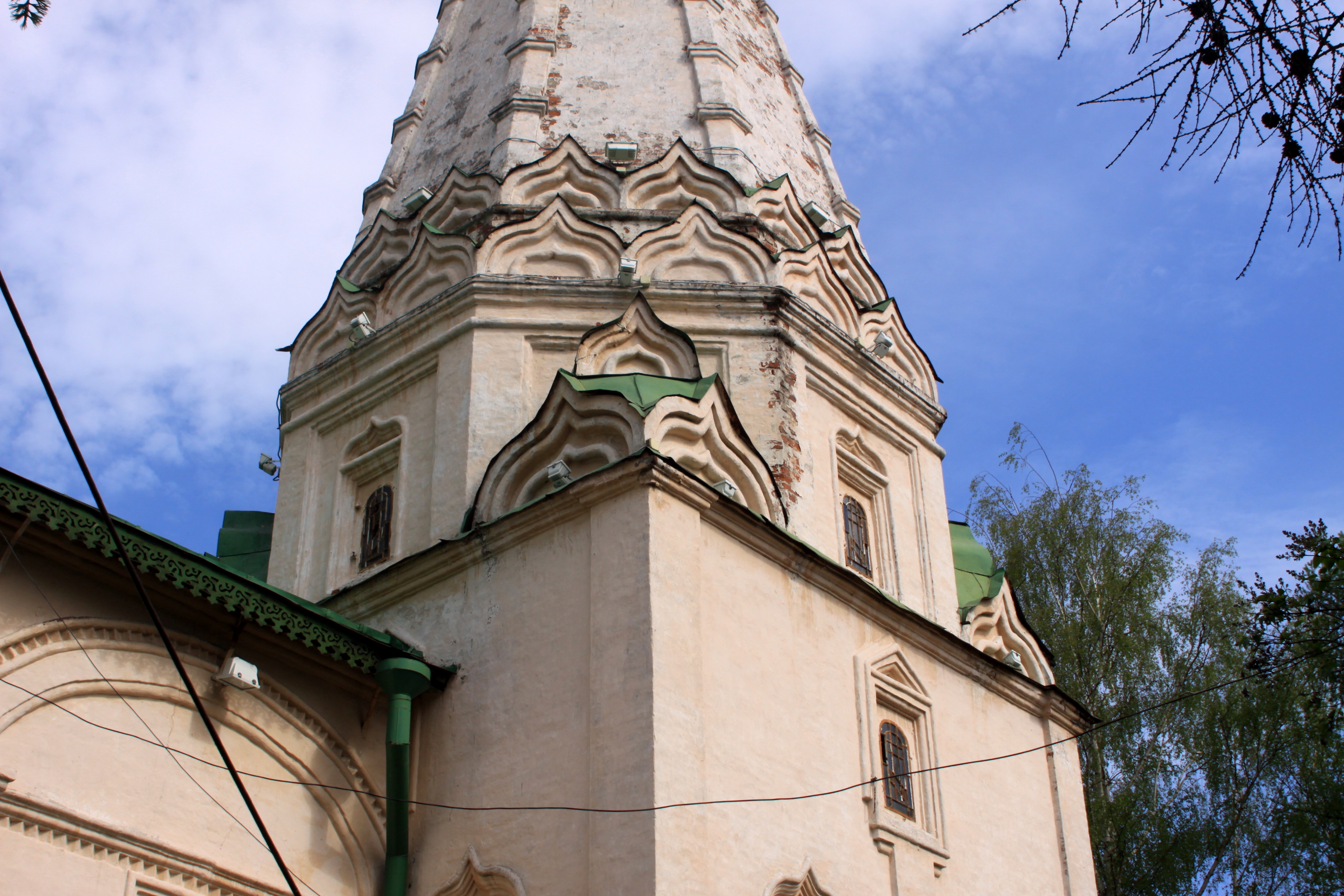
Килевидные кокошники в группах по три обеспечивают плавный переход от массивного четверика к восьмерику, ещё два яруса кокошников — далее к шатру церкви Илии Пророка в Ярославле
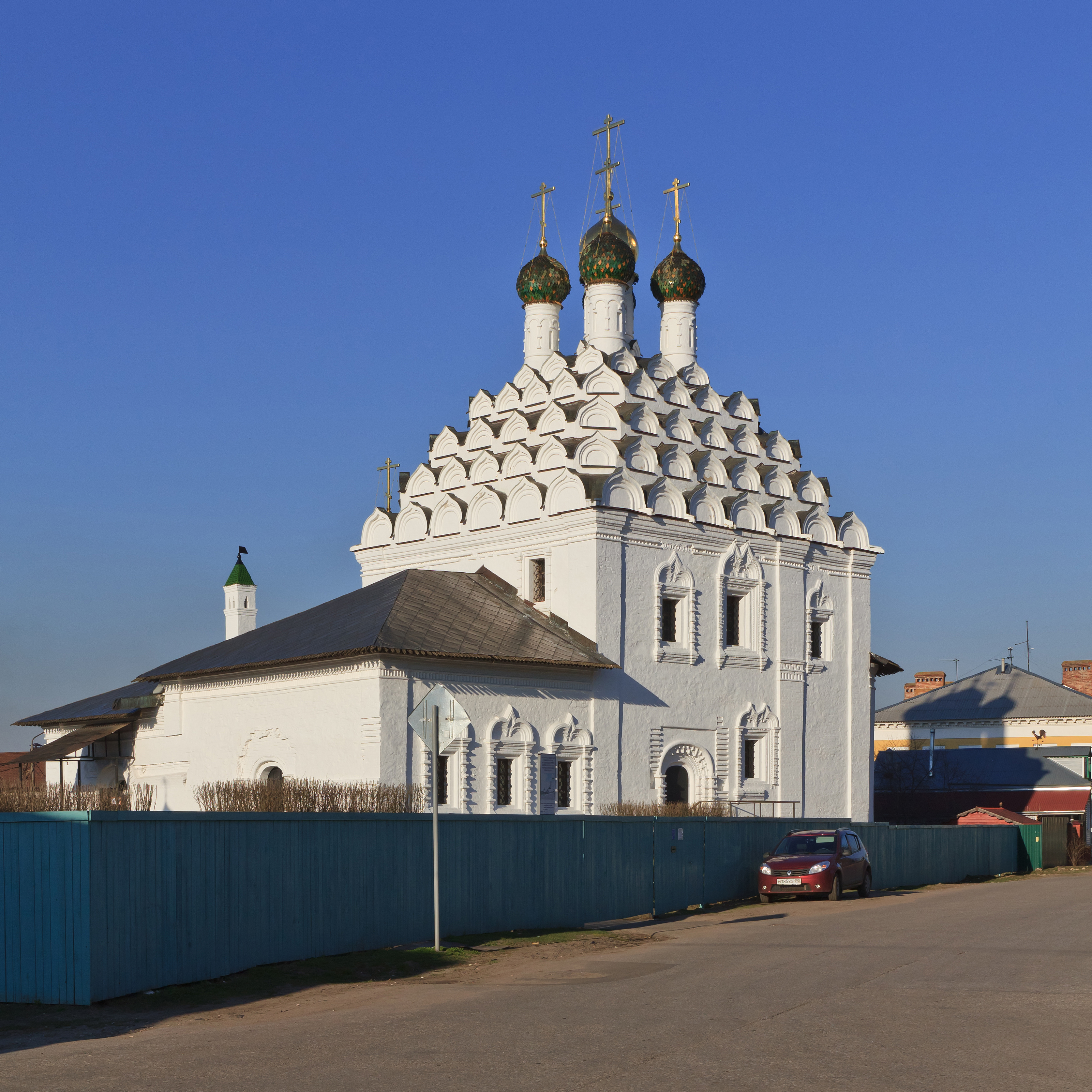
Храм Николы на Посаде (Коломна) — пять ярусов кокошников полностью покрывают своды снаружи.
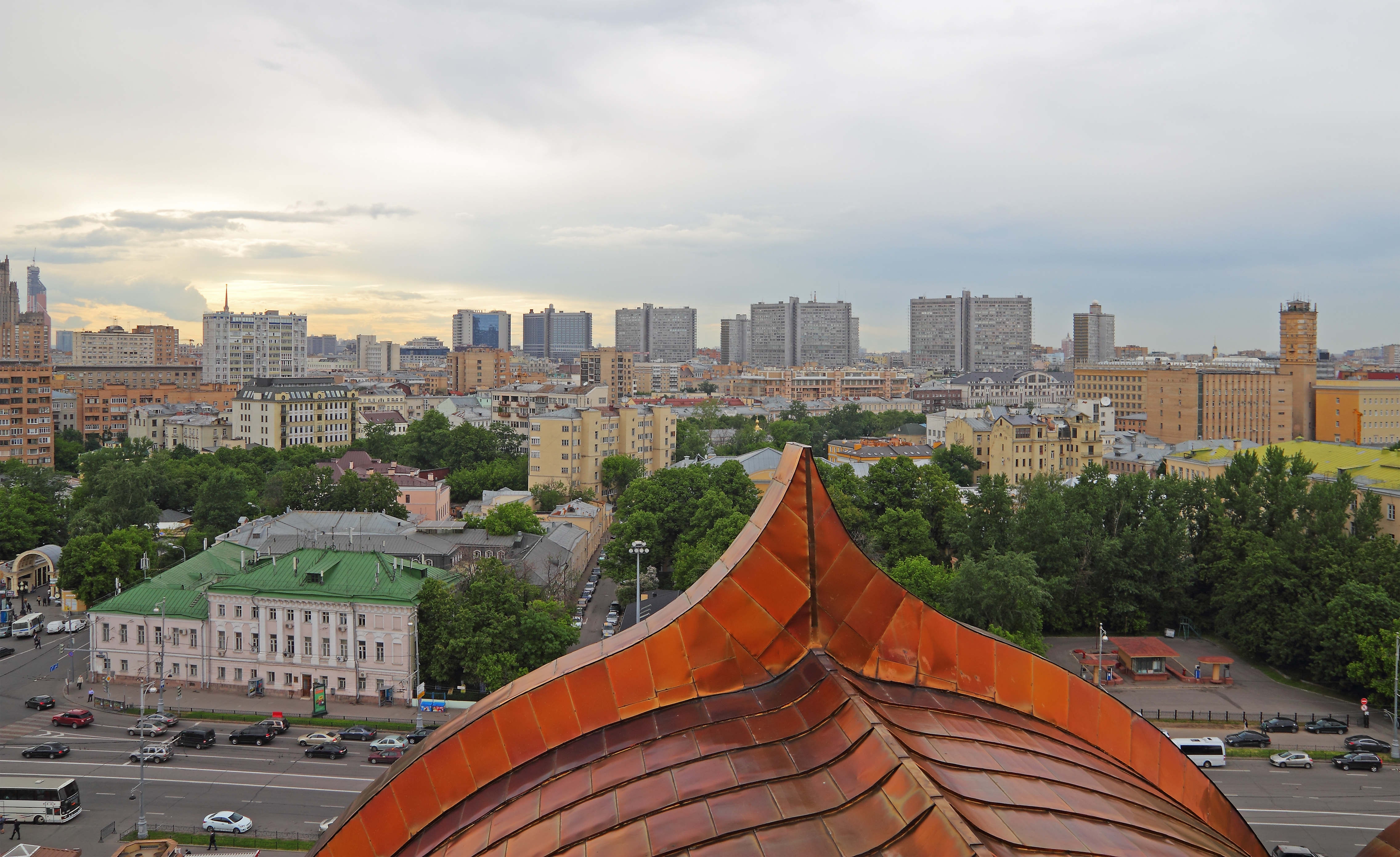
Один из кокошников Храма Христа Спасителя (Москва), вид с верхней галереи